# Sorgum vulgare
Sorgum vulgare là một loài thực vật có hoa trong họ Hòa thảo. Loài này được Pers. miêu tả khoa học đầu tiên năm 1805.